# Volo Dagestan Airlines 372
Il volo Dagestan Airlines 372 è stato un volo commerciale di linea tra l'aeroporto di Mosca-Vnukovo  e Makhachkala, in Russia. Il 4 dicembre 2010, il Tupolev Tu-154 che operava il volo è uscito di pista dopo un atterraggio di emergenza all'aeroporto Domodedovo, 45 km a sud-est di Vnukovo. Due persone a bordo sono rimaste uccise.

## L'aereo
Il velivolo che operava il volo era un tri-jet Tupolev Tu-154M, immatricolato RA-85744, cn: 92A-927. Costruito nel 1992, era stato revisionato nel 2009 ed era stato acquistato da Dagestan Airlines nel gennaio 2010. In quel periodo, la compagnia aerea si era ribattezzata South East Airlines l'RA-85744 è stato dipinto con la nuova livrea. Secondo quanto riferito, l'aereo rispettava tutti gli standard di sicurezza europei e un mese prima dell'incidente era stato utilizzato per trasportare la nazionale di calcio del Belgio, un volo che richiedeva il rispetto delle normative europee.

## L'incidente
L'aereo stava effettuando un viaggio di linea dall'aeroporto Vnukovo di Mosca all'aeroporto Uytash di Makhachkala, nella Repubblica del Daghestan. Due dei tre motori dell'aereo andarono in avaria poco dopo il decollo, alle 14:07 ora locale (11:07 UTC); i piloti segnalarono la perdita dei motori quando l'aereo si trovava a circa 29 900 piedi (9 100 m). Venne richiesto un atterraggio di emergenza all'aeroporto Domodedovo e, mentre l'aereo era in fase di atterraggio, anche terzo motore si guastò. L'aereo si avvicinò alla pista 32R da destra con un angolo quasi retto, sorvolando la testata prima di virare a destra a 500 metri a sinistra della pista e attraversarla, volando parallelamente ma a destra della stessa. L'aereo atterrò a 88 metri a destra della linea di mezzeria della pista e a soli 350 metri dalla fine, spezzandosi in tre tronconi mentre si fermava.

## Le indagini
Le autorità russe inviarono gli investigatori sul luogo dell'atterraggio di emergenza, classificando l'indagine come "indagine penale", secondo il Comitato Investigativo Russo. Diverse ore dopo l'incidente, il procuratore capo dell'indagine dichiarò che i risultati preliminari suggerivano che la perdita dei motori era stata causata da un bird strike.
Il giorno successivo all'incidente, gli investigatori recuperarono il registratore dei dati di volo e un secondo dispositivo di memorizzazione dei dati. Il Comitato interstatale per l'aviazione (MAK) dichiarò di aver iniziato l'analisi di entrambi i dispositivi recuperati, che erano stati dichiarati in "condizioni soddisfacenti". Il registratore vocale della cabina di pilotaggio venne recuperato il 10 dicembre. L'analisi del registratore dei dati di volo mostrò che, otto minuti dopo il decollo dell'aereo, ad un'altitudine di 21 300 piedi (6 500 m), l'alimentazione del carburante ai motori aveva oscillato e quando l'aereo aveva superato i 30 000 piedi (9 100 m), i due motori esterni si erano spenti. L'equipaggio a questo punto aveva iniziato una discesa verso l'aeroporto Domodedovo. Il motore centrale aveva avuto un "periodo di instabilità", ma il suo stato normale è stato "ripristinato e mantenuto" fino all'atterraggio dell'aereo.
La fornitura di carburante all'aeroporto di Vnukovo venne confermata essere conforme agli standard. Il 1º aprile 2011, gli investigatori annunciarono che la scarsa qualità del carburante era stata esclusa come causa dell'incidente, nonostante le letture degli strumenti indicassero problemi con l'apporto di carburante prima che l'aereo precipitasse.
Il 26 settembre 2011, il MAK pubblicò un rapporto in cui si concludeva che la causa dell'incidente era stata l'azione errata dell'equipaggio durante il volo e l'avvicinamento in condizioni meteorologiche strumentali con un motore acceso (su tre), che aveva portato l'aereo ad avvicinarsi significativamente a destra della linea centrale estesa, ad uscire dalla pista dopo l'atterraggio e a collidere con un terrapieno. L'ingegnere di volo aveva accidentalmente spento una pompa del carburante durante il trasferimento dello stesso. Di conseguenza, il flusso di carburante aveva oscillato, portando a letture insolite dell'altitudine e dei propulsori prima che i due motori esterni si spegnessero. A questo punto, l'equipaggio scelse di portare l'aereo all'aeroporto Domodedovo. Il rapporto affermava che l'equipaggio non aveva utilizzato tutte le opzioni disponibili per affrontare la perdita di potenza dei motori e non aveva seguito le procedure per l'atterraggio con due motori non funzionanti. Il rapporto rilevava inoltre che l'equipaggio non era stato sufficientemente addestrato per affrontare la situazione.
Il 22 gennaio 2015, il pilota dell'aereo, Zakarzha Zakarzhayev, venne giudicato colpevole in tribunale ai sensi dell'articolo 263.3 del Codice penale della Russia (violazione delle norme di sicurezza dei trasporti e dei viaggi aerei, che ha portato per negligenza alla morte di due o più persone). Gli fu inflitta una pena sospesa di 3 anni e ma venne poi immediatamente amnistiato.